# Anaerolinea thermophila
Anaerolinea thermophila é uma espécie de bactéria termofílica filamentosa, o tipo e única espécie de seu gênero. É Gram-negativo, não formador de esporos, com cepa tipo UNI-1T (=JCM 11387T =DSM 14523T).